# Xiatuanpu (sockenhuvudort i Kina, Shanxi Sheng, lat 39,36, long 112,38)
Xiatuanpu är en sockenhuvudort i Kina. Den ligger i provinsen Shanxi, i den norra delen av landet, omkring 170 kilometer norr om provinshuvudstaden Taiyuan. Antalet invånare är 25 141. Befolkningen består av 11 528 kvinnor och 13 613 män. Barn under 15 år utgör 18,0 %, vuxna 15-64 år 73 %, och äldre över 65 år 7,0 %.
Runt Xiatuanpu är det ganska tätbefolkat, med 149 invånare per kvadratkilometer. Närmaste större samhälle är Dongshentou, 17,7 km öster om Xiatuanpu. Trakten runt Xiatuanpu består i huvudsak av gräsmarker.
Genomsnittlig årsnederbörd är 620 millimeter. Den regnigaste månaden är juli, med i genomsnitt 184 mm nederbörd, och den torraste är december, med 3 mm nederbörd.